# OpenIndiana
OpenIndiana es un sistema operativo tipo Unix liberado como software libre y de código abierto. Es una bifurcación de OpenSolaris concebida después de la compra de Sun Microsystems por parte de Oracle y tiene como objetivo continuar con el desarrollo y la distribución del código base de OpenSolaris. El proyecto opera bajo el patrocinio de la Illumos Foundation (Fundación Illumos).  El objetivo declarado del proyecto es convertirse en la distribución de OpenSolaris de facto instalada en servidores de producción donde se requieren soluciones de seguridad y errores de forma gratuita.

## Historia

### Orígenes
El Proyecto Indiana fue concebido originalmente por Sun Microsystems, para construir una distribución binaria alrededor del código fuente de OpenSolaris.
OpenIndiana fue concebida tras las negociaciones de adquisición de Sun Microsystems por parte de Oracle, con el fin de garantizar la disponibilidad continua y el desarrollo de un sistema operativo basado en OpenSolaris, de amplio uso. La incertidumbre entre la comunidad de desarrolladores de OpenSolaris llevó a algunos de ellos a formar planes tentativos para una bifurcación del código base existente. Estas ideas se concretaron tras el anuncio de la suspensión del apoyo para el proyecto OpenSolaris por Oracle.

### Reacción inicial
El anuncio formal del proyecto OpenIndiana se hizo el 14 de septiembre de 2010 en el Centro JISC en Londres. La primera versión del sistema operativo se hizo pública, a pesar de que estaba a prueba. La razón del lanzamiento fue que el equipo OpenIndiana estableció una fecha de lanzamiento por delante del evento Oracle OpenWorld con el fin de adelantarse a la presentación de la versión de Solaris 11 Express.
El anuncio de OpenIndiana fue recibido con una respuesta positiva; más de 350 personas vieron el anuncio en línea, la imagen ISO fue descargada más de 2.000 veces, la cuenta en la red social Twitter del proyecto consiguió más de 500 seguidores y numerosos sitios notables de Internet, sobre tecnologías de la información y la comunicación escribieron sobre el lanzamiento. El ancho de banda en difusión del anuncio llegó a 350Mbps. Incluso el servidor de archivos, experimentó un tráfico 20 veces superior a lo planificado, debido al interés despertado por esta distribución.
No todos los informes resultaron positivos, y algunos artículos en línea han puesto en duda la relevancia de Solaris dada la penetración de mercado de Linux. Un artículo criticaba el lanzamiento de OpenIndiana citando la falta de profesionalidad en lo que respecta a la liberación de una versión no probada, y la falta de compromiso con un calendario de lanzamiento del proyecto.

### Preocupaciones de la comunidad
Cuando la distribución binaria de OpenSolaris fue movida a SolarisExpress y la entrega de actualizaciones en tiempo real de OpenSolaris fue suspendida, las preocupaciones abundaron en la comunidad de desarrollo y usuarios sobre lo que pasaría con OpenIndiana si Oracle decidía dejar de suministrarle el código fuente. El equipo OpenIndiana eliminó esas preocupaciones cuando anunció su intención de mover el código fuente a Illumos.
También hubo inquietud por la posible interrupción del libre acceso al compilador de propiedad de Oracle que se utilizaba para producir OpenIndiana. En respuesta, OpenIndiana fue modificado para que fuese compilado usando el conjunto de compiladores libres denominado GNU Compiler Collection. El trabajo sobre OpenIndiana está en progreso para hacer que los archivos binarios compilados sean estables en diversos dispositivos como tarjetas madre, chipsets, CPUs y adaptadores de host.
La lista de compatibilidad de hardware sigue siendo un tanto informal, fragmentada y poco centralizada lo que requiere mucha investigación para el usuario final para la selección del hardware. La falta de una lista completa de compatibilidad centralizada podría ser una desventaja debido al hecho de que la Utilidad de controlador de dispositivo es parte de la distribución binaria de OpenSolaris y hace referencia a una dirección antigua de correo que perteneció a Sun Microsystems.

## Relación con Solaris, Solaris Express e Illumos
Aunque OpenIndiana es un bifurcación en el sentido técnico, es una continuación basada en el espíritu de OpenSolaris. El proyecto tiene la intención de ofrecer un sistema operativo de la familia System V, que sea compatible en forma binaria con los productos de Oracle Solaris 11 y Solaris 11 Express. Sin embargo, en lugar de basarse en la consolidación OS/Net como ocurrió con OpenSolaris, OpenIndiana se convertirá en una distribución construida en torno al núcleo de Illumos. El proyecto hace uso de un mismo sistema de gestión de paquetes IPS como en el caso de OpenSolaris.
El código base OpenIndiana se basa actualmente en la mayoría de código a disposición del público de Oracle, aunque versiones futuras se basarán en el código Illumos. El proyecto también destina esfuerzos para hacer que su código base sea independiente de herramientas de propiedad de Oracle como Sun Studio, aunque ese no es el objetivo principal del proyecto.

## Esquema de versiones
La primera versión de desarrollo de OpenIndiana, Build 147, fue liberada el 14 de septiembre de 2010, mientras que una segunda versión en desarrollo, Build 148 se liberó el 17 de diciembre de 2010. 
Una tercera versión, Build 151, fue liberada el 14 de septiembre de 2011 que es la primera en basarse en Illumos. La versión Build 151a7 adecuada para las arquitecturas Intel y AMD fue presentada el 6 de octubre de 2012. Otra revisión denominada OpenSXCE 2013.01 SPARC Build 151a fue presentada a través del sitio web de OpenIndiana el 1 de febrero de 2013.
En el año 2016, fue liberada la versión OpenIndiana 2016.10 “Hipster”, como novedad tiene actualizados sus componentes y nuevas funciones, y se ha incluido una nueva versión del entorno de escritorio MATE 1.14
|  | Experimental Builds |  | Development Builds |  | Hipster |